# 市川南郵便局
市川南郵便局（いちかわみなみゆうびんきょく）は、千葉県市川市にある一般客向け窓口、ATMを持たないタイプの郵便局（地域区分局）である。

## 概要
住所：千葉県市川市塩浜1-12 三井不動産ロジスティクスパーク市川塩浜II内
千葉県北西部で集配される郵便物、ゆうパックの区分業務を行う地域区分局として2023年2月13日に開局した。
仕分け業務のみを行い、一般向けのゆうゆう窓口や郵便、貯金、保険の窓口、ATMは設けられていない。取集業務も行わない。
日本郵便株式会社の施設ではなく、三井不動産が開発したマルチテナント型物流施設「三井不動産ロジスティクスパーク（MFLP）市川塩浜II」の1階全体、4万3000㎡を賃借している。また、DX本格運用の次世代型郵便局を目指しており、具体的な取り組みとしては、AGV（無人搬送車）を導入し、これまで人手で行っていたカゴ車の構内搬送を自動化することで、内務作業の全体の2割を占めている同搬送作業を省人化した。これまで都内の郵便局で試行を進めており、市川南郵便局で初の本格導入となった。
開局に伴い松戸南郵便局の区分業務が当局に移管された。
首都高速湾岸線の千鳥町出入口の東に位置する。

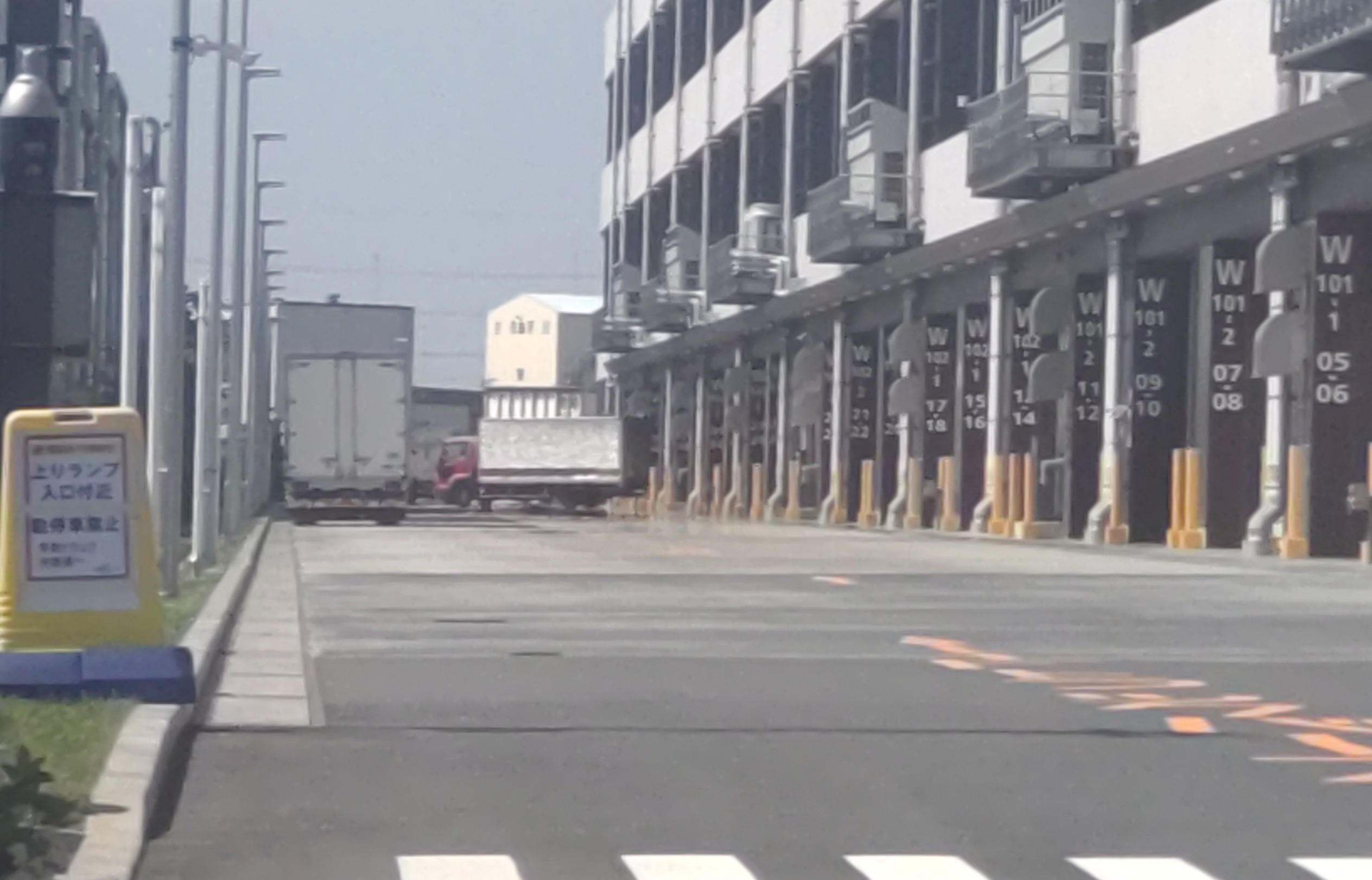
郵便局トラックバース

## 沿革
- 2023年（令和5年）2月13日 - 市川南郵便局として開局[4][5]。

## 取扱業務
- 千葉県北西部（郵便番号上2桁が27の地域）の区分業務[1]
  - 27X-XXXX - 市川市、船橋市、松戸市、野田市、習志野市、柏市、流山市、八千代市、我孫子市、鎌ケ谷市、浦安市、印西市、白井市、印旛郡栄町